# ۳۹ (میلادی)
۳۹ (میلادی) سی و نهمین سال تقویم میلادی است.

## رویدادها
بر اساس مکان
امپراتوری روم
- تیگلینوس، وزیر و معشوقه نرون، امپراتور بعدی روم، به جرم زنا با خواهران کالیگولا تبعید می‌شود.[۱]
- گایوس سزار آگوستوس ژرمنیکوس (کالیگولا) و گنائوس دومیتیوس کوربولو کنسول روم شدند.[۲]
- کالیگولا دستور ساخت یک پل شناور با استفاده از کشتی‌ها به عنوان پانتون را می‌دهد که به طول دو مایل از بایائه تا بندر همسایه، پوتزولی، امتداد می‌یابد.
- آگریپا اول، پادشاه یهودیه، با موفقیت هیرودیس آنتیپاس، حاکم جلیل و پریا، را به توطئه علیه کالیگولا متهم کرد. آنتیپاس تبعید شد و آگریپا قلمرو خود را دریافت کرد.[۳]
- لژیون پانزدهم پریمیژنیا و بیست و دومین پریمیژنیا توسط کالیگولا برای مرز آلمان وضع شدند.[۴]
- لشکرکشی کالیگولا به آلمان توسط توطئه‌ای به رهبری کاسیوس خائریا متوقف می‌شود. اگرچه او هرگز به آلمان نمی‌رسد، اما خود را پیروز اعلام می‌کند و دستور پیروزی می‌دهد.[۵]
- کالیگولا دستور می‌دهد مجسمه‌ای از خودش را در معبد اورشلیم قرار دهند. فرماندار سوریه، پوبلیوس پترونیوس، که مسئول نصب مجسمه بود، با تظاهرات گسترده یهودیان منطقه روبرو شد و موفق شد ساخت مجسمه را تا زمان مرگ کالیگولا در سال ۴۱ میلادی به تأخیر بیندازد.
- فیلو رهبری یک هیئت یهودی را به رم بر عهده دارد تا به شرایط ضد یهودی در اسکندریه اعتراض کند.

ویتنام
- خواهران چینگ در برابر نفوذ چینی‌ها در ویتنام مقاومت می‌کنند.[۶]

## زادگان
- تیتوس فلاویوس، امپراتور روم

- ۳ نوامبر – لوکانوس، شاعر و تاریخ‌نگار در روم باستان
- جولیا دروسیلا، دختر کالیگولا (متوفی ۴۱ میلادی)

## درگذشتگان
- گنایوس کورنلیوس لنتولوس گتولیکوس، کنسول روم

- مارکوس آمیلیوس لپیدوس، سیاستمدار رومی (متولد ۶ پس از میلاد)

- سنکای پدر، سخنور رومی (تاریخ تقریبی)